# American Horticultural Society

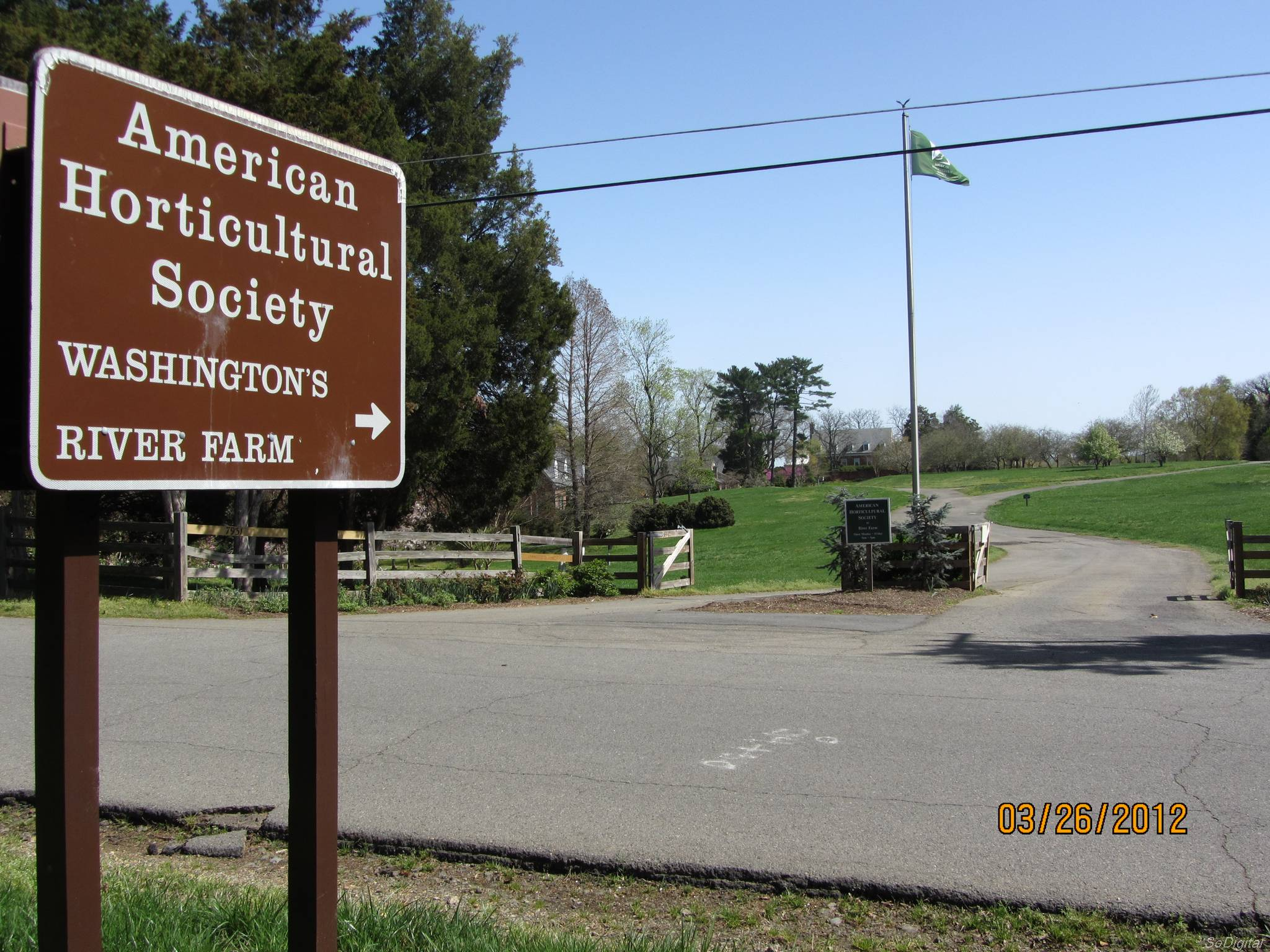
Entrada a River Farm en 2011, con el signo de la Sociedad Americana de Horticultura visible

La American Horticultural Society (AHS), Sociedad Hortícola Estadounidense, es una organización privada sin ánimo de lucro que promueve la excelencia en la horticultura de los Estados Unidos. 

## Localización
La sede central de la sociedad se encuentra en River Farm, una de las cinco granjas originales de George Washington, con una superficie de 25 acre (10,12 ha), ubicada en las riveras del río Potomac en Alexandria, Virginia, EE. UU.

## Historia
La sociedad fue fundada en 1922. La organización que existe actualmente es el resultado de la fusión de tres grupos anteriores: American Horticultural Society (la Sociedad Hortícola Estadounidense, original), National Horticultural Society (la Sociedad Hortícola Nacional), y el American Horticultural Council (Consejo Hortícola Estadounidense). 
La AHS publica un boletín mensual, The American Gardener, El Jardinero Estadounidense.

## Afiliación
La American Horticultural Society tiene en su fundamento un mecanismo de afiliación con el que financia sus programas y proyectos, en el que la calidad de miembro en la "Sociedad Hortícola Estadounidense" incluye una variedad de ventajas para los jardineros de cada edad y nivel del interés
Miembro básico, con $10, que corresponde a la suscripción al The American Gardener:

- Los miembros del "AHS" reciben el boletín, The American Gardener
- El acceso al intercambio anual de semillas,
- Descuentos en los libros de "AHS" y en los Programas educativos,
- Entrada libre o descuentos en las entradas de exhibiciones florales y jardines botánicos de todo el país.

Calidad de miembro, con aportaciones de $50 o más :

Se acceden a una serie de ventajas adicionales.